# Claude Bernard Flavien de Froissard
Claude Bernard Flavien de Froissard, marquis de Bersaillin, né en 1739 à Dole et mort en 1820, est un militaire français, membre de la famille franc-comtoise de Froissard, qui a suivi une carrière militaire sous Louis XVI.

## Biographie
Membre de la famille de Froissard, il est le fils de Claude François de Froissard de Bersaillin et de Louise Antoinette Grabrielle de Froissard de Broissia. Claude Bernard Flavien entre le 15 mars 1756, à l'école des Chevau-Légers de la Garde ordinaire du Roi. Il obtient le 25 février 1758, le grade d'enseigne dans les gardes françaises et est nommé sous-lieutenant le 28 février 1762.
Il est nommé chevalier de Saint-Louis en 1773. Capitaine au régiment des gardes françaises en 1789, il est aux Tuileries lors du 10 août 1792. Il ne put émigrer pour cause de maladie.
Il était propriétaire du château de Bersaillin et de l'hôtel de Froissard.